# Adóárverési Csarnok
Az Adóárverési Csarnok Budapest Székesfőváros kezelésében működött 1945-ig a mai IX. kerületi Gyáli út 3. szám alatt. Az az adóhátralékos, aki a tartozását nem fizette be határidőre, adóintést kapott. Ha még ekkor sem fizetett, ingóságait zárolták és 15 nap múlva a lefoglalt tárgyakat az Adóárverési Csarnokba szállították, ahol nyilvános árverésen elárverezték.